# Jołtuszkowska Słoboda
Jołtuszkowska Słoboda (ukr. Слобода-Ялтушківська) – wieś na Ukrainie, w obwodzie winnickim, w rejonie barskim.
W czasach Rzeczypospolitej wieś leżała w województwie podolskim. Odpadła od Polski w wyniku II rozbioru.